# Milestone
Milestone ou marco é um "ponto ou evento significativo no projeto, programa ou portfólio". Também podem ser conhecidos como ponto de controle ou ponto de verificação.

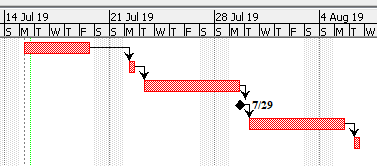
Um marco desenhado em um software de gerenciamento de projeto, tem duração zero e um símbolo específico (losango negro no ProjectLibre).

O termo é uma expressão inglesa (referente a um marco de milha, cujo equivalente no S.I. é o Marco quilométrico), utilizada como designação de um ponto de controle em um cronograma, através da definição de pontos de checagem ou marcos de desenvolvimento. Representa a conclusão de um conjunto de tarefas ou fase, passiva de aprovação e formalização por parte do cliente. Marcos podem ser obrigatórios ou não. 
Marcos podem impor um data para o início ou fim de uma atividade ou fase. 